# 宝塚市立高司中学校
宝塚市立高司中学校（たからづかしりつ たかつかさちゅうがっこう）は、兵庫県宝塚市高司にある公立中学校。

## 沿革
- 1976年（昭和51年）4月 - 宝塚市立高司中学校創立。

## 部活動

### 運動部
- 野球部
- サッカー部
- 女子バレーボール部
- ソフトテニス部
- バスケットボール部
- 陸上競技部
- 女子卓球部

### 文化部
- 美術部
- 吹奏楽部

## 通学区域が隣接している学校
- 宝塚市立宝塚第一中学校
- 宝塚市立宝梅中学校
- 宝塚市立宝塚中学校
- 宝塚市立安倉中学校
- 伊丹市立天王寺川中学校
- 西宮市立甲武中学校

## 著名な出身者
- 玉井陸斗（飛込競技選手）